# Stara Pazova

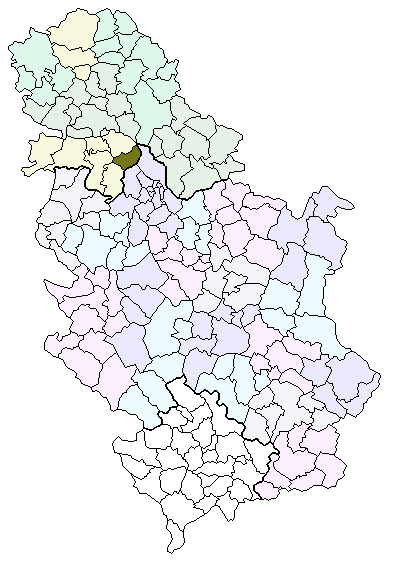
Stara Pazova i Serbien

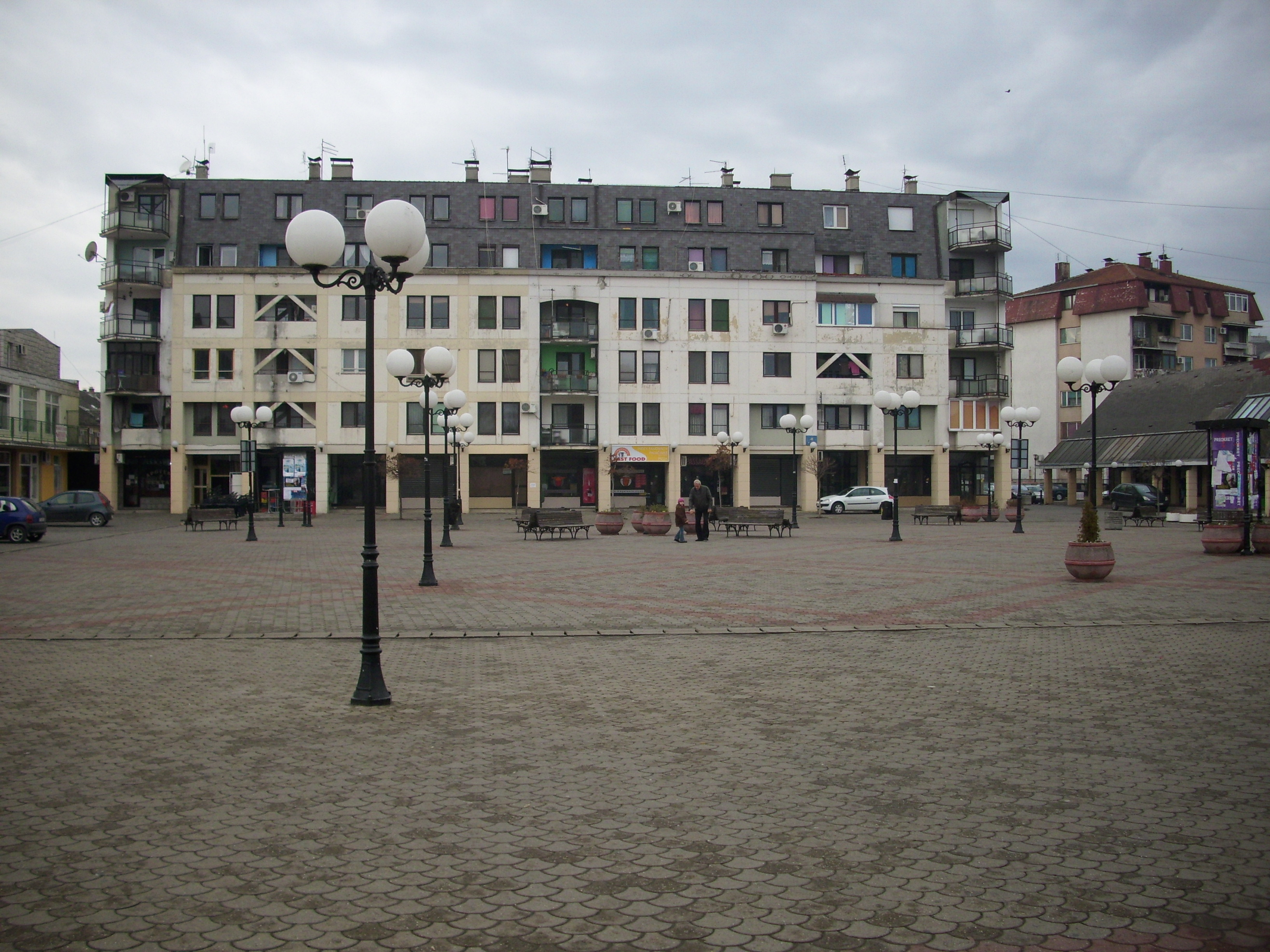
Stara Pazova

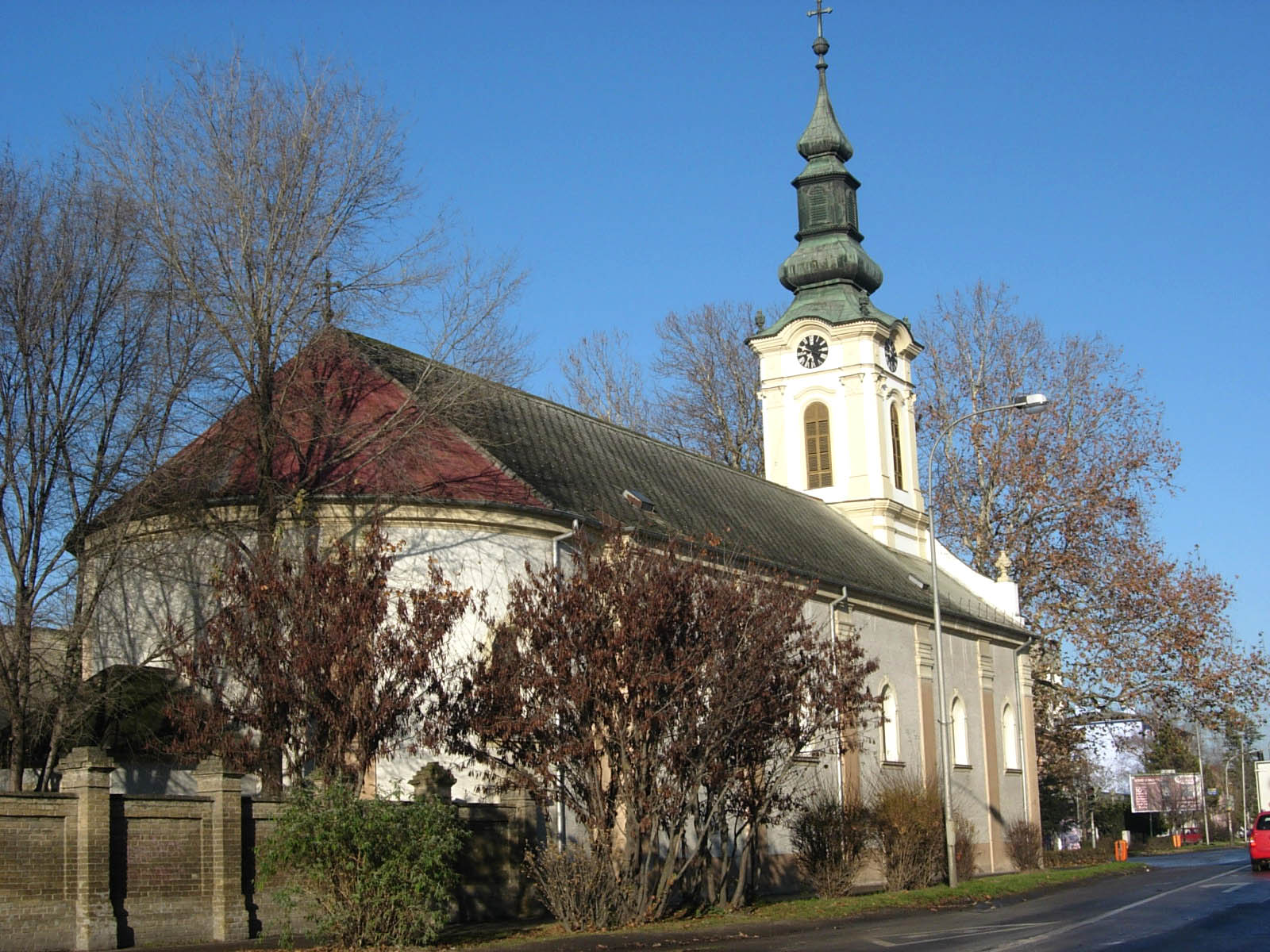
Slovakiska evangelisk-lutherska kyrkan i Stara Pazova.

Stara Pazova (serbiska kyrilliska: Стара Пазова) är en stad i området Srem i den norra serbiska provinsen Vojvodina. Staden ligger 30 kilometer norr om Serbiens huvudstad Belgrad, 40 kilometer sydöst om Novi Sad och har 19 000 invånare (kommunen har 68 000). De flesta av invånarna är serber (81,2 procent), resten är slovaker (8,9 procent) och andra etniciteter. Tidigare var slovakerna i majoritet.

## Orter i kommunen
- Belegiš (Белегиш)
- Golubinci (Голубинци)
- Krnješevci (Крњешевци)
- Nova Pazova (Нова Пазова)
- Novi Banovci (Нови Бановци)
- Stari Banovci (Стари Бановци)
- Surduk (Сурдук)
- Vojka (Војка)